# Tenam (Tanah Sepenggal)
Tenam is een bestuurslaag in het regentschap Bungo van de provincie Jambi, Indonesië. Tenam telt 598 inwoners (volkstelling 2010).